# Reinhardtsdorf-Schöna
Reinhardtsdorf-Schöna è un comune di 1.510 abitanti della Sassonia, in Germania.
Appartiene al circondario della Svizzera Sassone-Monti Metalliferi Orientali (targa PIR) ed è parte della comunità amministrativa (Verwaltungsgemeinschaft) di Bad Schandau.